# Hattenhof (Neuhof)
Hattenhof ist ein Ortsteil der Gemeinde Neuhof im osthessischen Landkreis Fulda.

## Geographie
Hattenhof liegt in den Westausläufern der Rhön rund 4,3 km nordöstlich vom Zentrum des Neuhofer Kernorts. Es befindet sich am kleinen Fliede-Zufluss Rehbach. Etwas nordöstlich vorbei am Dorf fließt der Fliede-Zufluss Döllbach. In der Ortschaft kreuzen sich die Landesstraße 3430 und die Kreisstraße 72.
Aktuelle und historische Siedlungsplätze innerhalb der Gemarkung:
- Wüstung Abtschwinden[3]
- Wüstung Bernhelms[4]
- Geringshof[5]
- Hof[6]
- Obermühle[7]
- Wüstung Rotbach[8]
- Rübenhof[9]

## Geschichte

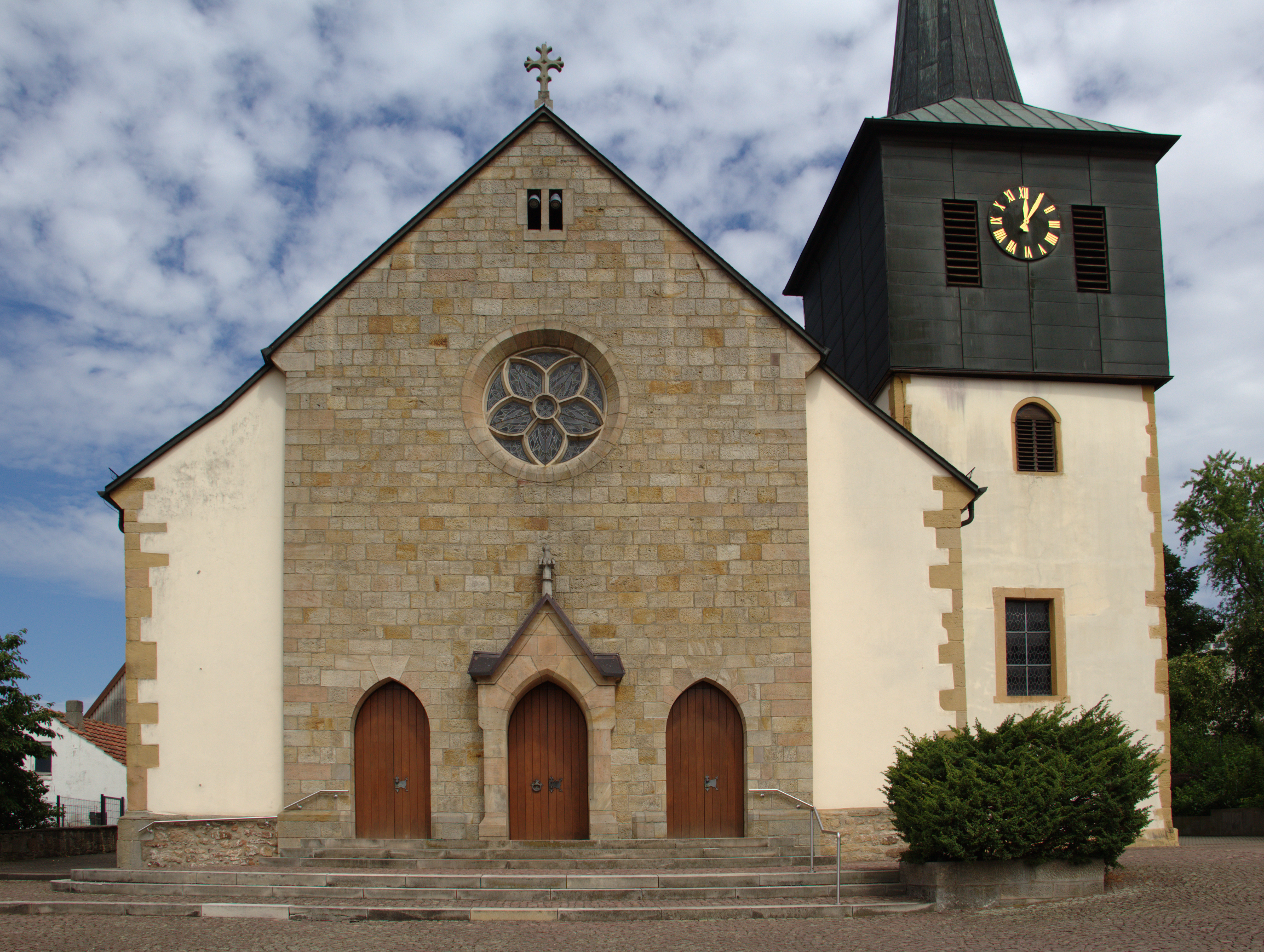
Die kath. Pfarrkirche St. Cosmas und St. Damian

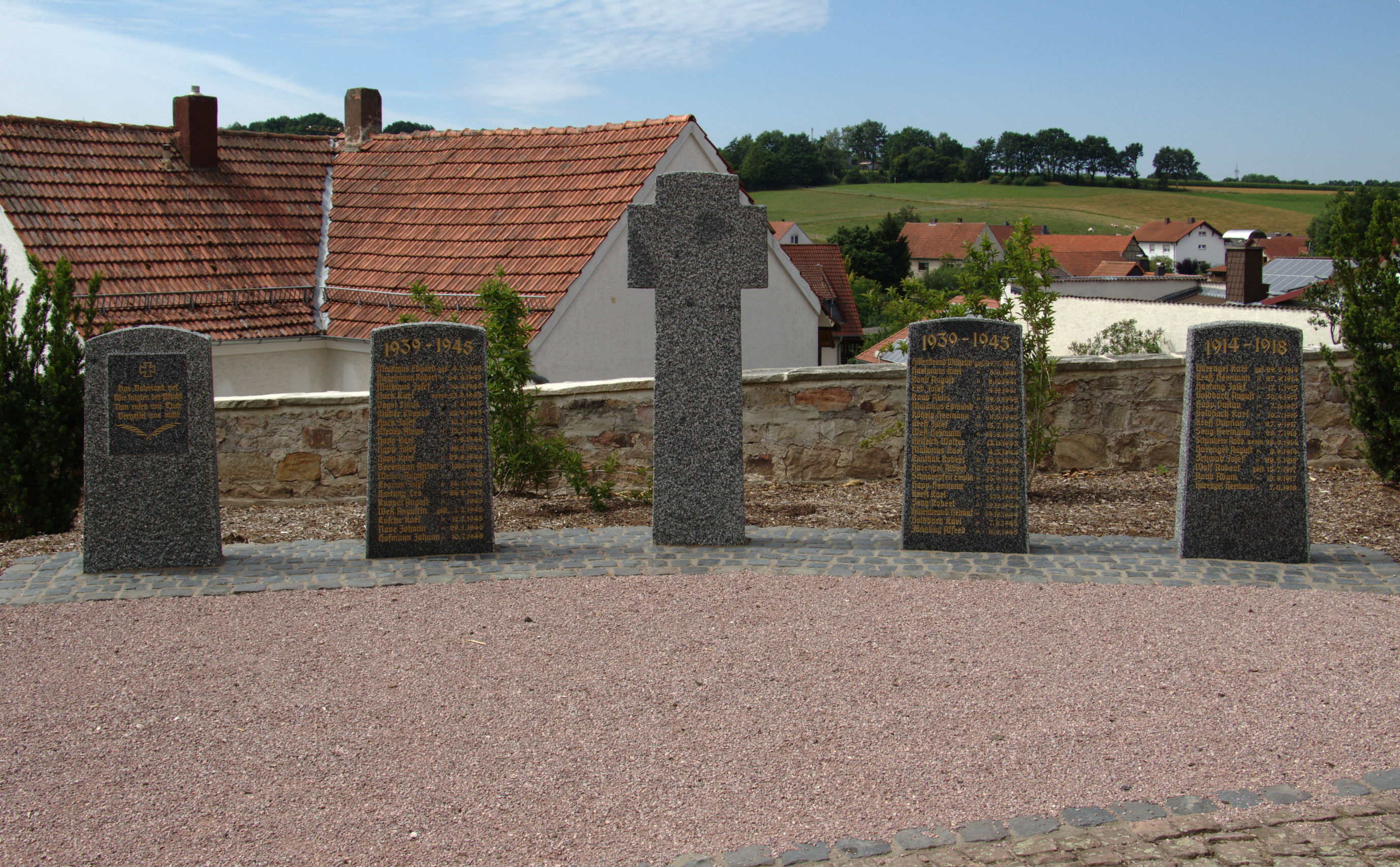
Kriegerdenkmal

### Ortsgeschichte
Die älteste bekannte schriftliche Erwähnung von Hattenhof erfolgte im Jahr 1457.
ZU dieser Zeit gehörte das Dorf dem Abt des Klosters Fulda.
Im Zuge der Gebietsreform in Hessen wurde die bis dahin selbständige Gemeinde Hattenhof kraft Landesgesetz mit Wirkung zum 1. August 1972 in die Gemeinde Neuhof eingemeindet. Für Hattenhof wurde, wie für die übrigen Ortsteile von Neuhof, ein Ortsbezirk eingerichtet.

### Verwaltungsgeschichte im Überblick
Die folgende Liste zeigt die Staaten und Verwaltungseinheiten, denen Hattenhof angehört(e):
- vor 1803: Heiliges Römisches Reich, Hochstift Fulda, Amt/Oberamt Neuhof
- 1803–1806: Heiliges Römisches Reich, Fürstentum Nassau-Oranien-Fulda,[Anm. 2] Fürstentum Fulda, Amt Neuhof
- 1806–1810: Kaiserreich Frankreich,[Anm. 3] Fürstentum Fulda (Militärverwaltung)
- 1810–1813: Großherzogtum Frankfurt, Departement Fulda, Distrikt Neuhof
- ab 1816: Kurfürstentum Hessen,[Anm. 4] Großherzogtum Fulda, Amt Neuhof[14]
- ab 1821/22: Kurfürstentum Hessen, Provinz Fulda, Kreis Fulda[15][Anm. 5]
- ab 1848: Kurfürstentum Hessen, Bezirk Fulda
- ab 1851: Kurfürstentum Hessen, Provinz Fulda, Kreis Fulda
- ab 1867: Königreich Preußen,[Anm. 6] Provinz Hessen-Nassau, Regierungsbezirk Kassel, Kreis Fulda
- ab 1871: Deutsches Reich, Königreich Preußen, Provinz Hessen-Nassau, Regierungsbezirk Kassel, Kreis Fulda
- ab 1918: Deutsches Reich, Freistaat Preußen, Provinz Hessen-Nassau, Regierungsbezirk Kassel, Kreis Fulda
- ab 1944: Deutsches Reich, Freistaat Preußen, Provinz Kurhessen, Landkreis Fulda
- ab 1945: Deutsches Reich, Amerikanische Besatzungszone,[Anm. 7] Groß-Hessen, Regierungsbezirk Kassel, Landkreis Fulda
- ab 1946: Deutsches Reich, Amerikanische Besatzungszone, Hessen, Regierungsbezirk Kassel, Landkreis Fulda
- ab 1949: Bundesrepublik Deutschland, Hessen, Regierungsbezirk Kassel, Landkreis Fulda
- ab 1972: Bundesrepublik Deutschland, Hessen, Regierungsbezirk Kassel, Landkreis Fulda, Gemeinde Neuhof

## Bevölkerung

### Einwohnerstruktur 2011
Nach den Erhebungen des Zensus 2011 lebten am Stichtag dem 9. Mai 2011 in Hattenhof 1515 Einwohner. Darunter waren 30 (2,0 %) Ausländer.
Nach dem Lebensalter waren 282 Einwohner unter 18 Jahren, 669 zwischen 18 und 49, 288 zwischen 50 und 64 und 276 Einwohner waren älter. Die Einwohner lebten in 642 Haushalten. Davon waren 180 Singlehaushalte, 183 Paare ohne Kinder und 213 Paare mit Kindern, sowie 48 Alleinerziehende und 15 Wohngemeinschaften. In 138 Haushalten lebten ausschließlich Senioren und in 456 Haushaltungen lebten keine Senioren.

### Einwohnerentwicklung
| • 1812: | 35 Feuerstellen, 303 Seelen |

| Hattenhof: Einwohnerzahlen von 1812 bis 2016 | Hattenhof: Einwohnerzahlen von 1812 bis 2016 | Hattenhof: Einwohnerzahlen von 1812 bis 2016 | Hattenhof: Einwohnerzahlen von 1812 bis 2016 | Hattenhof: Einwohnerzahlen von 1812 bis 2016 |
| --- | -------------------------------------------- | -------------------------------------------- | -------------------------------------------- | -------------------------------------------- |
| Jahr |                                              |                                              |                                              | Einwohner                                    |
| 1812 | 1812                                         |                                              | 303                                          | 303                                          |
| 1834 | 1834                                         |                                              | 423                                          | 423                                          |
| 1840 | 1840                                         |                                              | 399                                          | 399                                          |
| 1846 | 1846                                         |                                              | 446                                          | 446                                          |
| 1852 | 1852                                         |                                              | 431                                          | 431                                          |
| 1858 | 1858                                         |                                              | 447                                          | 447                                          |
| 1864 | 1864                                         |                                              | 432                                          | 432                                          |
| 1871 | 1871                                         |                                              | 455                                          | 455                                          |
| 1875 | 1875                                         |                                              | 500                                          | 500                                          |
| 1885 | 1885                                         |                                              | 459                                          | 459                                          |
| 1895 | 1895                                         |                                              | 450                                          | 450                                          |
| 1905 | 1905                                         |                                              | 478                                          | 478                                          |
| 1910 | 1910                                         |                                              | 487                                          | 487                                          |
| 1925 | 1925                                         |                                              | 582                                          | 582                                          |
| 1939 | 1939                                         |                                              | 755                                          | 755                                          |
| 1946 | 1946                                         |                                              | 907                                          | 907                                          |
| 1950 | 1950                                         |                                              | 944                                          | 944                                          |
| 1956 | 1956                                         |                                              | 1.053                                        | 1.053                                        |
| 1961 | 1961                                         |                                              | 1.220                                        | 1.220                                        |
| 1967 | 1967                                         |                                              | 1.199                                        | 1.199                                        |
| 1970 | 1970                                         |                                              | 1.231                                        | 1.231                                        |
| 1980 | 1980                                         |                                              | ?                                            | ?                                            |
| 1990 | 1990                                         |                                              | ?                                            | ?                                            |
| 2000 | 2000                                         |                                              | ?                                            | ?                                            |
| 2011 | 2011                                         |                                              | 1.515                                        | 1.515                                        |
| 2016 | 2016                                         |                                              | 1.484                                        | 1.484                                        |
| Datenquelle: Historisches Gemeindeverzeichnis für Hessen: Die Bevölkerung der Gemeinden 1834 bis 1967. Wiesbaden: Hessisches Statistisches Landesamt, 1968. Weitere Quellen: LAGIS; Gemeinde Neuhof; Zensus 2011 |                                              |                                              |                                              |                                              |

### Historische Religionszugehörigkeit
| • 1885: | 459 katholische (= 100 %) Einwohner                               |
| • 1961: | 51 evangelische (= 5,00 %), 964 katholische (= 94,51 %) Einwohner |

## Religion
In Hattenhof gibt es eine katholische Pfarrkirche, da die Katholiken in der Mehrheit leben. Die heutige zweite Kirche stammt aus dem Jahre 1892, während der Kirchturm aus dem Jahre 1519 stammt. Siehe 

## Politik
Für den Ortsteil Hattenhof besteht ein Ortsbezirk (Gebiete der ehemaligen Gemeinden Hattenhof) mit Ortsbeirat und Ortsvorsteher nach der Hessischen Gemeindeordnung.
Der Ortsbeirat besteht aus neun Mitgliedern. Bei den Kommunalwahlen in Hessen 2021 betrug die Wahlbeteiligung zum Ortsbeirat 49,88 %. Es wurden gewählt sieben Mitglieder der CDU und zwei Mitglieder der SPD. Der Ortsbeirat wählte Otto Mahr (CDU) zum Ortsvorsteher.

## Infrastruktur
In Hattenhof gibt es ein Dorfgemeinschaftshaus und eine Kindertagesstätte, eine Grundschule sowie die katholische Pfarrkirche St. Cosmas und Damian (Hattenhof). Außerdem eine Mariengrotte und einen in kirchlicher Trägerschaft befindlichen Friedhof. Das Kriegerdenkmal befindet sich am Kirchplatz vor der Kirche.